# Герб Підгаєцького району
Герб Підгаєцького району — офіційний символ Підгаєцького району, затверджений рішенням сесії районної ради.

## Опис
На синьому щиті золота двобаштова фортечна стіна з відчиненими ворітьми над двома срібними нитяними хвилястими балками, супроводжувана угорі срібним лапчастим хрестом. На золотій увігнутій главі сім лазурових листків, що виходять з лінії перетину. Щит облямований півкільцем із 22 срібних семипроменевих зірок, перша більша, і вінком із срібного колосся, оповитим синьо-жовтою стрічкою і вишитим рушником, покладеним знизу на перехрещені шаблі. В клейноді напис «Підгаєцький район», декоративний візерунок і Тризуб.